# عملية انزال على جزيرة هاينان
عملية هبوط على جزيرة هاينان (بالإنجليزية: Landing Operation on Hainan Island)‏ هي عدد من المعارك التي نشبت في 5 مارس 1950 بين تايوان والصين، انتهت في 1 مايو 1950. كانت نتيجتها انتصار جيش التحرير الشعبي الصينى.